# Augusto Monterroso
Augusto Monterroso (Tegucigalpa, Hondures, 21 de desembre de 1921 - Ciutat de Mèxic, Mèxic, 7 de febrer de 2003) fou un escriptor guatemaltenc autor, entre d'altres, d’El dinosaure, un relat particularment breu, essència del microrelat.
Monterroso nasqué de mare hondurenya i de pare guatemalenc, del qual adoptà la nacionalitat. El 1936 la seva família es traslladà a Ciutat de Guatemala, establint la seva residència allà fins a l'edat adulta. Inicià els seus treballs literaris contra la dictadura de Jorge Ubico, publicant els seus escrits en el diari fundat per un grup d'escriptors pròxims a Monterroso anomenat El Espectador.
El 1944 fixà la seva residència habitual a Mèxic, on es va traslladar per motius polítics. El 1953 es traslladà a La Paz com a cònsol guatemalenc, per ser traslladat el 1954 fins a Santiago de Xile. El 1956 s'establí definitivament a Ciutat de Mèxic, on exercí la docència a la Universitat Nacional Autònoma de Mèxic com a professor de Literatura i d'on fou editor de la Direcció General de Publicacions d'aquesta universitat. El 1993 va ser nomenat membre de l'Acadèmia Guatemalenca de la Llengua Espanyola.
El 1970 fou guardonat amb el premi Magda Donato, el 1975 amb el premi Villaurrutia, el 1996 amb el premi Juan Rulfo, el 1997 amb el Premi Nacional de Literatura de Guatemala, en la condecoració de l'àguila Asteca de Mèxic por l'aport a la cultura del país i l'any 2000 li fou concedit el Premi Príncep d'Astúries de les Lletres.

## Narrativa
- Obras completas (y otros cuentos) (1959)
- La oveja negra y demás fábulas  (1969)
- Movimiento perpetuo (1972)
- Cuentos, fábulas y lo demás se silencio (1978)
- La palabra mágica (1983)
- La letra e: fragmentos d'un diario (1987)
- Esa fauna (1992)
- Los buscadores de oro (1993)
- La vaca (1998)